# Voievodatul Lublin
Voievodatul Lublin (poloneză: Województwo Lubelskie) este o regiune administrativă în estul Poloniei la granița cu Ucraina și Belarus. Capitala voievodatului este orașul Lublin.

## Orașe
- Lublin – 358 251
- Chełm – 70 841
- Zamość – 66 674
- Biała Podlaska – 58 047
- Puławy – 55 125
- Świdnik – 42 797
- Kraśnik – 38 767
- Łuków – 30 727
- Biłgoraj – 26 940
- Lubartów – 25 758
- Łęczna – 23 279
- Krasnystaw - 21 043
- Tomaszów Lubelski – 20 261
- Międzyrzec Podlaski - 17 283